# Eugene Allen Smith
Pour les articles homonymes, voir Smith.
Eugene Allen Smith (27 octobre 1841 - 7 septembre 1927) est un géologue américain.

## Biographie
Il est né dans la (maintenant ancienne) ville de Washington, Alabama, en 1841, fils de Samuel Parrish Smith et de sa femme Adelaide Julia Allen. Après une éducation à Prattville et un séjour de trois ans à la Central High School de Philadelphie, Eugene s'inscrit à l'Université de l'Alabama en tant que junior en 1860, où il obtient un AB en 1862. Avec la guerre civile américaine en cours, il s'enrôle comme soldat dans le 33e régiment d'infanterie de l'Alabama de l'armée des États confédérés et est élu au grade de sous-lieutenant par les hommes. En décembre 1862, Eugene est nommé instructeur de tactiques militaires à l'université d'Alabama par Jefferson Davis, président des États confédérés. Il reste à ce poste pour le reste de la guerre.
En 1865, il entre à l'école doctorale de l'Université de Berlin, puis poursuit ses études à l'Université de Göttingen, et passe finalement deux ans à l'Université de Heidelberg, où il obtient un doctorat en 1868. De retour aux États-Unis, il rejoint la faculté de l'Université du Mississippi en tant qu'instructeur de chimie. En plus de ses fonctions d'enseignant, il est géologue d'État adjoint pour le Mississippi de 1868 à 1871. En 1871, il est nommé professeur de géologie à l'université en reconstruction de l'Alabama. Le 10 juillet 1872, il épouse Jane Henry Meredith Garland, le couple a un fils, Merrill Smith.
Toujours membre du personnel de l'Université de l'Alabama, en 1873, il devient géologue de l'État de l'Alabama. Il reprend une enquête géologique d'État qui a été interrompue en 1857 avec la mort de Michael Tuomey, faisant rapport sur les ressources minérales de l'Alabama. En 1878, il est commissaire honoraire de l'état de l'Alabama à l'Exposition Universelle à Paris, France. De 1884 à 1889, il est membre du comité américain du Congrès géologique international. En 1904, il est vice-président de section de l'Association américaine pour l'avancement des sciences. Il est vice-président de la Société américaine de géologie en 1906 et est président en 1913,.
À l'âge de 86 ans, il est décédé à son domicile de Tuscaloosa huit jours après une intervention chirurgicale pour une hernie étranglée. Au cours de sa carrière, il publie 116 publications dans des revues savantes géologiques et scientifiques. Smith Hall sur le campus de l'Université de l'Alabama porte son nom; ce bâtiment est maintenant le musée d'histoire naturelle de l'Alabama. En 1953, il est nommé membre du Temple de la renommée de l'Alabama.